# Tya stellata
Tya stellata là một loài bọ cánh cứng trong họ Cerambycidae.